# 什里尼瓦斯·库尔卡尼
什里尼瓦斯·拉姆钱德拉·库尔卡尼（羅馬化：Shrinivas Ramchandra Kulkarni，1956年10月4日—），美国印度裔天文学家，加州理工學院天文学与行星科学教授，加州理工大学光学天文台主任，负责监督帕洛马山天文台和凱克天文台等天文望远镜。

## 早年经历
1956年10月4日，什里尼瓦斯·拉姆钱德拉·库尔卡尼出生在印度马哈拉施特拉邦库伦德瓦德小镇的一个印度教家庭，父亲是胡布利的外科医生，母亲是家庭主妇，库尔卡尼是家中老四，上面还有三个姐姐。
库尔卡尼在卡纳塔克邦胡布利长大，在当地的学校上学。1978年，什里尼瓦斯在德里印度理工学院获得应用物理学理学硕士学位，1983年获加州大學柏克萊分校博士学位。

## 职业生涯
1987年，库尔卡尼在加州理工學院担任教职员。库尔卡尼因在天文学中使用广泛的波长进行观测而开辟新的子领域的重大发现而闻名。天體物理數據系統显示，他的论文涉及银河系中性氢（H{\displaystyle {\rm {I}}}）吸收研究、脉冲星、毫秒脉冲星与球状星团脉冲星、棕矮星与其他亚恒星天体、軟伽瑪射線重複爆發源、伽玛射线暴和光瞬变。

### 主要发现
库尔卡尼一开始做射电天文学家，在导师卡尔·海尔斯的指导下利用HI吸收，发现银河系有四个臂。他与卡尔·海尔斯一同写的文章在星际介质研究领域被大量引用。
研究生阶段，库尔卡尼与唐纳德·巴克发现了首个毫秒脈衝星PSR B1937+21。1986年，担任加州理工学院的密立根研究员的库尔卡尼发现了第一个双脉冲星光学对应物。1987年，库尔卡尼利用超级电脑发现在第一个球狀星團双脉冲星的过程中起到关键作用。
在美国国家射电天文台的戴爾·弗雷，以及日本宇宙科学研究所（宇宙航空研究開發機構的前身）村上敏夫的帮助下，库尔卡尼证明了軟伽瑪射線重複爆發源是与超新星遗迹相关联的中子星。这个发现最终使人们认识到，具有极高磁场的中子星（磁星）是軟伽瑪射線重複爆發源。
1997年，库尔卡尼率领的加州理工学院-美国国家射电天文台联合团队证明了伽马射线暴出自银河系外的来源，并确定了光学对应物。此后他们与扬·范帕拉代斯率领的欧洲团队对伽玛射线暴来源展开详细调查。
库尔卡尼也于1994年加入了加州理工学院发现首个无可辩驳的棕矮星的团队，该矮星围绕一颗名为格利泽229的恒星运行。
库尔卡尼近期在帕洛馬瞬變工廠工作，成功地识别了新的光瞬变组超发光超新星、富钙超新星和亮紅新星。

## 奖项荣誉
- 1991年：美國天文學會海伦·B·华纳天文学奖[24]
- 1992年：美国国家科学基金会艾伦·T·沃特曼奖（英语：Alan T. Waterman Award）[25]
- 2001年：皇家学会院士[1][26]
- 2002年：扬斯基奖[27]
- 2003年：美国国家科学院院士[28]
- 2012年：印度科学院（英语：Indian Academy of Sciences）名誉院士[29]
- 2015年：拉德堡德大学名誉博士[30]
- 2016年：荷蘭皇家藝術與科學學院外籍院士[31][32]
- 2017年：丹·大卫奖[33][34]
- 2024年：邵逸夫奖天文学奖[35][36]